# Synagoge (Weiden in der Oberpfalz)

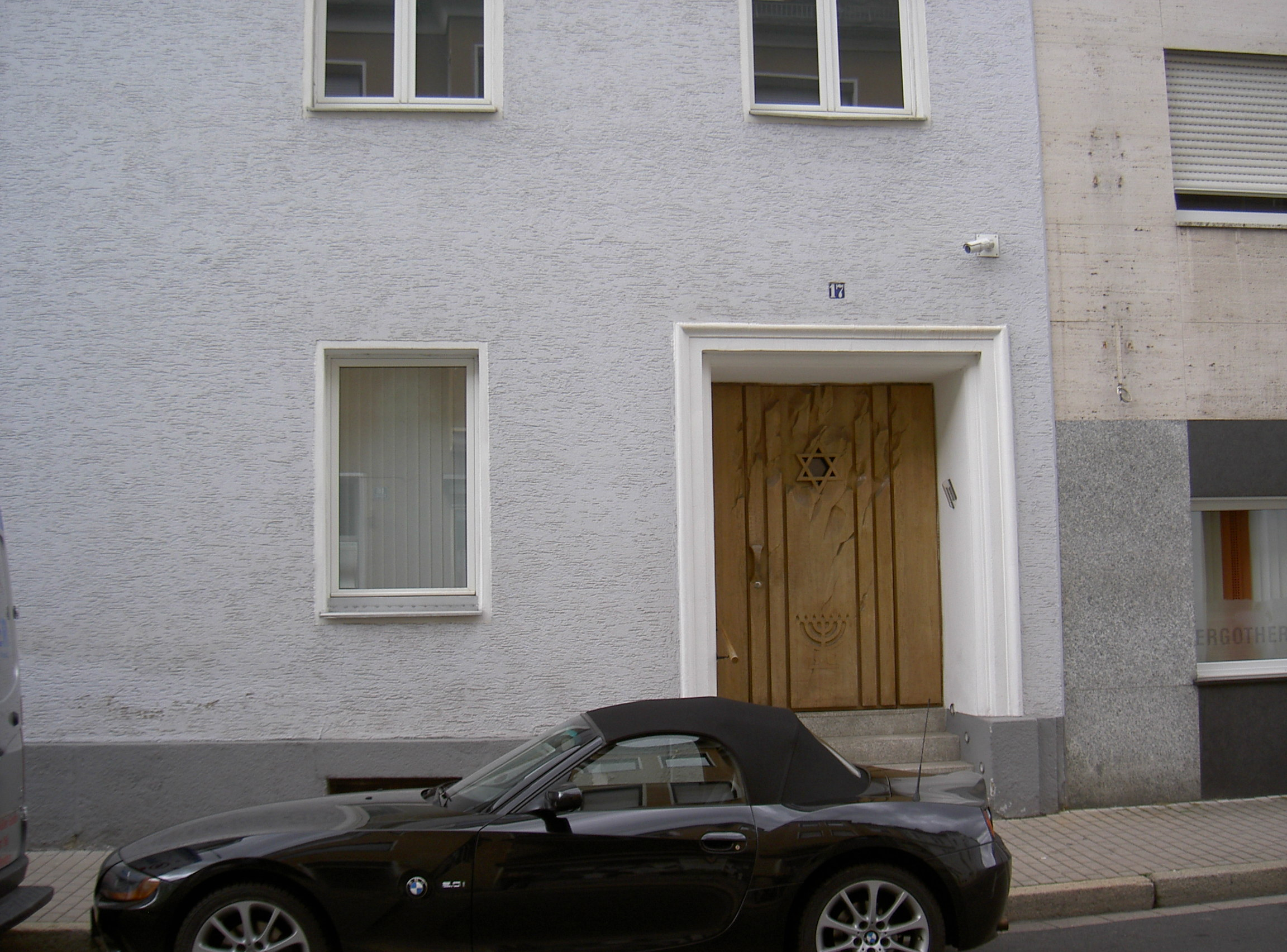
Synagoge Weiden

Die Synagoge von Weiden ist die Synagoge  der jüdischen Gemeinde Weiden in der Stadt Weiden in der Oberpfalz in der nördlichen Oberpfalz. Erbaut wurde sie im Jahr 1889 in der Ringstraße 17, wo sie sich heute noch befindet.

## Geschichte
Seit 1860 begannen Juden sich in Weiden anzusiedeln.
Sie besuchten zunächst die Gottesdienste in der Synagoge von Floß.
Dann gründeten sie einen Betraum im Haus von Joseph Wilmersdörfer.
Dort hielten sie von 1882 bis 1889 Gottesdienst.
1889 wurde in Weiden ein Synagogenverein gegründet.
In diesem Jahr wurde in der Ringstraße 17 nach Plänen des Weidener Architekten Peter Weiß eine Synagoge gebaut und eingeweiht.
Die Bauzeit betrug nur fünf Monate.
Die Synagoge wurde nicht als freistehendes Gebäude gestaltet, sondern ist ein zweigeschossiges Reihenhaus, das sich lückenlos in die Häuserfront einfügt.
Am 20. September 1889 wurde die Synagoge eingeweiht.
Die Predigt hielt Rabbiner Israel Wittelshöfer aus der Jüdischen Gemeinde Floß.
1903 spendete Heinrich Bloch der Synagoge anlässlich der Geburt seiner Tochter eine Torarolle.
1905 wurde der Synagogensaal erweitert und aus Sicherheitsgründen ein Notausgang mit einer eisernen Nottreppe an der Hofseite angebaut.
Beim Pogrom am 9. November 1938 wurde das Innere der Synagoge in der Ringstraße zerstört, aber die Synagoge wurde nicht angezündet, da der Weidener Bürgermeister das Übergreifen der Flammen auf die Nachbarhäuser befürchtete.
Zwei Torarollen wurden gerettet und nach Regensburg gebracht.
Das Gebäude der Synagoge wurde dann verkauft.
Zunächst diente es als ein Geschäftshaus, dann als Lager einer Zuckerfabrik.
Erst 1948 gelang es mit Hilfe der Jewish Restitution Successor Organization (abgekürzt: JRSO) die ehemalige Synagoge wieder als solche zu nutzen.
Es wurden schließlich 2 von den früher 8 Thorarollen und einiges Ritualsilber zurückgegeben.
1948 wurde die Synagoge restauriert.
Heute (2016) bestehen Pläne zum Neubau eines Gemeindezentrums.

## Ausstattung
Nach dem Bau der Synagoge im Jahr 1889 war sie ein zweigeschossiges Reihenhaus, das im ersten Stockwerk gotisch anmutende Spitzbogenfenster hatte.
Das Kellergeschoss wurde als Wohnung für den Hausmeister genutzt.
Im Hochparterre befand sich die Schule und die Wohnung für den Lehrer.
Im Obergeschoss befand sich der Synagogensaal und ein weiterer Raum.
Im Synagogensaal standen, den reformierten Vorstellungen entsprechend, Toraschrein und Almemor nebeneinander.
Männer- und Frauenbereich waren nur durch ein Gitter voneinander getrennt.
Beim Umbau 1905 wurde der Synagogensaal um den separaten Raum erweitert.
Nach der Schändung durch die Nationalsozialisten 1938 wurden die Spitzbogenfenster durch Rechteckfenster ersetzt.
Als die jüdische Gemeinde die Synagoge 1948 zurückerhielt, blieben diese Rechteckfenster bestehen.
Julian Pfeiffer aus Bedzin Kattowitz malte den Betsaal aus.
Er gestaltete die Decke mit einem zweifachen Zodiakus, ein Symbol, welches sich bei einigen Synagogen der Spätantike als Fußbodenmuster findet.
Die Wände bemalte er mit Phantasielandschaften, die an Palästina erinnern.
Heute (2016) unterscheidet sich die Synagoge äußerlich nicht von einem gewöhnlichen Wohnhaus.
Nur in der Verzierung der Haustüre kann man bei näherem Hinsehen einen Davidstern und eine Menora entdecken.